# Francouzská renesance

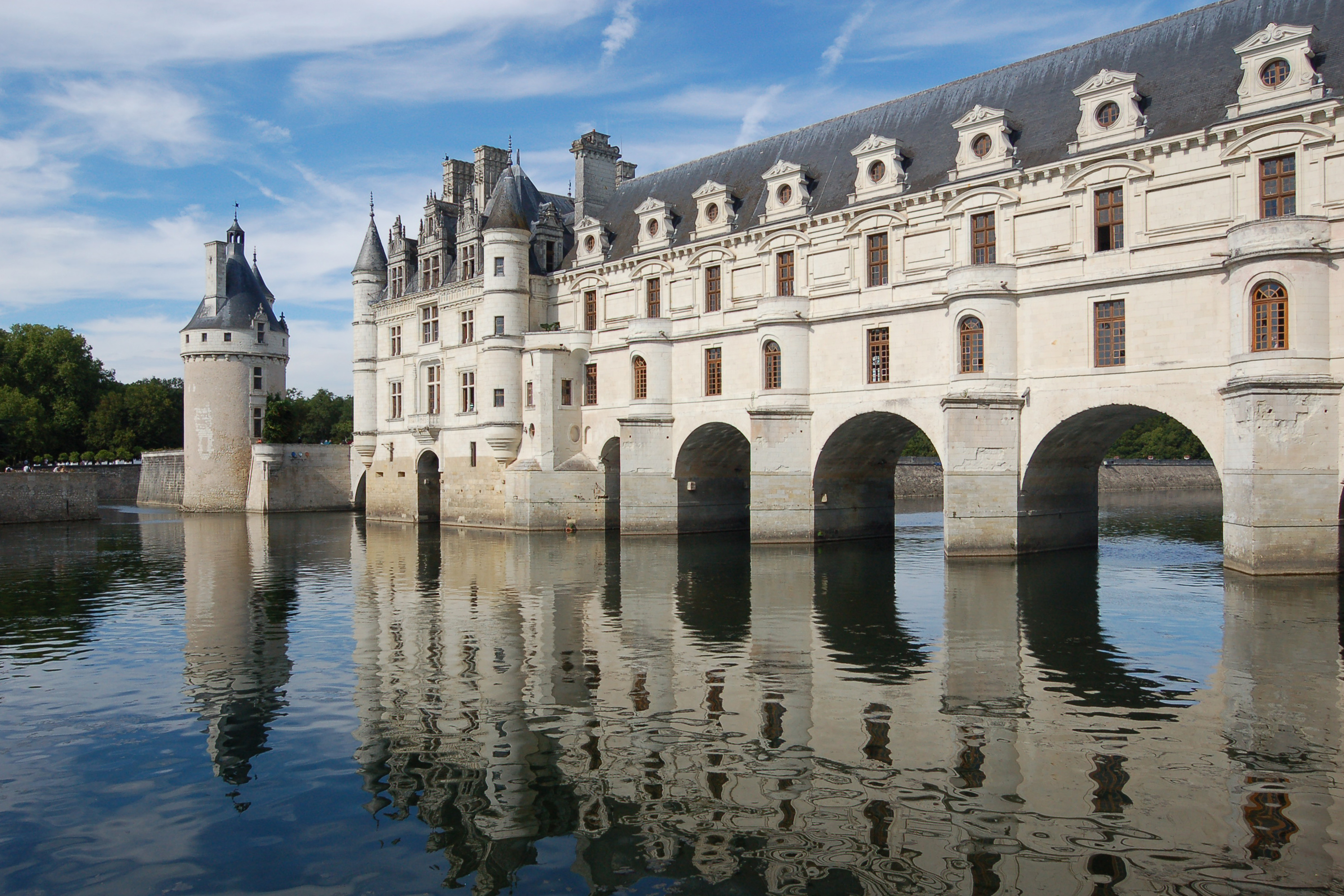
Zámek Chenonceau

Francouzská renesance ve smyslu dějin umění bylo kulturní prostředí a umělecký styl ve Francii mezi 15. a počátkem 17. století. Šlo o součást celoevropské renesance; toto slovo poprvé použil francouzský historik 19. století Jules Michelet pro období uměleckého a kulturního „znovuzrození“ Evropy.
Francouzskou kulturu během tohoto období poznamenalo šíření humanismu, zkoumání Nového Světa („Novou Francii“ objevili Giovanni da Verrazzano a Jacques Cartier), rozvoj nových technik a uměleckých forem v oblasti tisku, architektury, malířství, sochařství, hudby, vědy a literatury; a vytvoření nového stylu společenského styku, etikety a diskurzu.
Francouzská renesance se tradičně počítá zhruba od francouzské invaze do Itálie v roce 1494 během vlády Karla VIII. až do smrti Jindřicha IV. v roce 1610. Některé umělecké, technologické nebo literární podněty renesance však přišly do Francie již dříve (například prostřednictvím burgundského dvora nebo papežského dvora v Avignonu). Černá smrt ve 14. století a stoletá válka však Francii ekonomicky a politicky oslabovaly až do konce 15. století. Za vrchol francouzské renesance jsou obecně považována panování Františka I. (1515 až 1547) a jeho syna Jindřicha II. (1547 až 1559).

## Výtvarné umění
Počátky renesančního umění ve Francii jsou spojeny s působením zahraničních mistrů na francouzských dvorech vysoké šlechty. Byli to zejména Italové jako Leonardo da Vinci a první mistři fontainebleauské školy jako Rosso Fiorentino, Francesco Primaticcio a Niccolò dell'Abbate, a burgundští umělci z Vlámska jako Jean Clouet a jeho syn François Clouet a později i Peter Paul Rubens a další. Z Itálie do Francie později přišel i manýrismus a rané baroko.
K prvním významným renesančním výtvarníkům francouzského původu patří malíř Jean Fouquet a sochaři Jean Goujon a Germain Pilon. V práci fontainebleauské školy pokračovali Toussaint Dubreuil, Martin Fréminet a Ambroise Dubois. Významný je rovněž manýrismus lotrinských mistrů jako byli Jacques Bellange, Claude Deruet a Jacques Callot, kteří si ve své relativní izolaci vytvořili svérázný, silně emotivní styl.

## Architektura
Francouzská renesanční architektura je spojena především s budováním zámků a úpravou zahrad kolem nich. Nádherou provedení vynikaly královské zámky jako Chambord a Fontainebleau, dnes organizací UNESCO řazené ke světovému kulturnímu dědictví stejně jako celá řada zámků na Loiře. K předním architektům Francie té doby patřili Philibert Delorme, Androuet du Cerceau, Giacomo Vignola a Pierre Lescot.

## Hudba
Evropskou hudbu renesance ovlivnila franko-vlámská škola rané polyfonie, vycházející z burgundských kořenů. Z mistrů této školy ve Francii na dvoře Ludvíka XII. působil po nějaký čas Josquin des Prez. Nejvýznamnějším přínosem Francie renesanční hudbě je písňová forma chanson. K jeho předním tvůrcům patřili Claudin de Sermisy, Antoine de Bertrand a Clément Janequin, duchovní chanson (chanson spirituelle) vytvořil protestant Claude Goudimel.